# Acacia donaldsonii
Acacia donaldsonii är en ärtväxtart som beskrevs av Richard Sumner Cowan och Bruce R. Maslin. Acacia donaldsonii ingår i släktet akacior, och familjen ärtväxter. Inga underarter finns listade i Catalogue of Life.